# Chiesa di Maria Vergine Assunta (Venasca)
La chiesa di Maria Vergine Assunta è la parrocchiale di Venasca, in provincia di Cuneo e diocesi di Saluzzo; fa parte della zona pastorale di Verzuolo e Valle Varaita.

## Storia
La prima citazione di una chiesa a Venasca, dipendente dalla pieve di Falicetto, risale al 1247; da un atto del 1354 si apprende che il 29 aprile di quell'anno il vescovo Tommaso di Savoia aveva nominato rettore tale pre' Oberto.
Nel 1386, in un elenco di chiese che dovevano pagare delle tasse al cattedratico di Torino, è menzionata pure l'Eccl. S. Mariae de Venascha.
Grazie alla relazione della visita pastorale del 1629 si conosce che l'edificio era dotato di due ingressi, che il pavimento era in laterizio, che la sagrestia era piccola ma ricca d'arredo, che era presente la torre campanaria e che l'attiguo camposanto era recintato.
Un quindicennio dopo, nel 1644, si rilevò, durante la successiva visita, che l'altare maggiore era un po' troppo basso e che vi era la tomba della famiglia Carpani; in quell'occasione si provvide anche a stilare l lista delle opere contenute nella chiesa.
Il 5 settembre, rilevate le pessime condizioni della struttura, si deliberò di demolirla per far sorgere al suo posto la nuova chiesa e il progetto, redatto da Paolo Ottavio Ruffino, venne approvato l'8 dicembre; il 24 maggio 1750 monsignor Porporato pose la prima pietra, mentre poi i lavori vennero ultimati nel 1760 e l'11 dicembre 1760 di quell'anno la parrocchiale fu benedetta.
Negli anni immediatamente successivi si procedette alla decorazione dell'edificio e alla realizzazione delle suppellettili e il 17 luglio 1788 la chiesa venne consacrata dal vescovo di Saluzzo Giuseppe Gioacchino Lovera.
Il 14 settembre 1909 la chiesa fu dichiarata Monumento Nazionale su proposta del Ministero della Pubblica Istruzione del Regno; nella seconda metà degli anni trenta la facciata venne interessata da un restauro.
Negli anni settanta si provvide, in ossequio alle norme postoconciliari, ad aggiungere l'ambone e l'altare rivolto verso l'assemblea.

## Descrizione

### Esterno
La convessa facciata a capanna della chiesa, rivolta a levante, è suddivisa da una cornice marcapiano in due registri, entrambi scanditi da paraste e colonne; quello inferiore presenta il portale d'ingresso, sormontato dal timpano triangolare con lati concavi, mentre in quello superiore una grande finestra.
Annesso alla parrocchiale è il campanile in cotto a base quadrata; la cella presenta su ogni lato una monofora affiancata da lesene ed è coperta dalla cupola sorretta dal tamburo.

### Interno
L'interno dell'edificio, a pianta centrale, si compone di un'unica navata, le cui pareti sono abbellite da cornici e lesene e sulle quali si affacciano sei cappelle laterali; al termine dell'aula si sviluppa il presbiterio, rialzato di alcuni gradini e chiuso dall'abside, abbellita dalle pitture eseguite da Pietro Antonio Pozzi.
Qui sono conservate diverse opere di pregio, tra le quali il marmoreo altare maggiore e i sei altari minori.